# Le Buis
Le Buis, okzitanisch Lu Bois, ist eine französische Gemeinde mit 183 Einwohnern (Stand 1. Januar 2022). Sie gehört zur Region Nouvelle-Aquitaine, zum Département Haute-Vienne, zum Arrondissement Bellac und zum gleichnamigen Kanton. Sie grenzt 
- im Nordwesten, im Norden und im Nordosten an Saint-Pardoux-le-Lac mit Roussac und Saint-Symphorien-sur-Couze,
- im Südosten an Thouron,
- im Südwesten und im Westen an Nantiat.

Durch Le Buis führt die vormalige Route nationale 711.
Die Bewohner nennen sich Buinauds.

## Bevölkerungsentwicklung
| Jahr      | 1962 | 1968 | 1975 | 1982 | 1990 | 1999 | 2008 | 2013 |
| --------- | ---- | ---- | ---- | ---- | ---- | ---- | ---- | ---- |
| Einwohner | 225  | 211  | 163  | 157  | 174  | 189  | 196  | 194  |